# Adolphe Delattre
Pierre Adolphe Delattre (eller De Lattre), född 12 februari 1805 i Tours, Frankrike, död 3 januari 1854 i Nice, var en fransk ornitolog.